# Olympique de Marseille 2003-2004
Questa voce raccoglie le informazioni riguardanti l'Olympique de Marseille nelle competizioni ufficiali della stagione 2003-2004.

## Rosa
| N. |                           | Ruolo | Calciatore           |
| -- | ------------------------- | ----- | -------------------- |
| 1  | Croazia (bandiera)        | P     | Vedran Runje         |
| 3  | Francia (bandiera)        | D     | Manuel dos Santos    |
| 4  | Francia (bandiera)        | C     | Mathieu Flamini      |
| 5  | Francia (bandiera)        | D     | Philippe Christanval |
| 6  | Algeria (bandiera)        | C     | Brahim Hemdani       |
| 7  | Senegal (bandiera)        | C     | Sylvain N'Diaye      |
| 8  | Francia (bandiera)        | C     | Sébastien Pérez      |
| 9  | Egitto (bandiera)         | A     | Mido                 |
| 10 | Spagna (bandiera)         | C     | Koke                 |
| 11 | Costa d'Avorio (bandiera) | A     | Didier Drogba        |
| 12 | Costa d'Avorio (bandiera) | D     | Abdoulaye Méïté      |
| 14 | Rep. Ceca (bandiera)      | C     | Štěpán Vachoušek     |
| 15 | Francia (bandiera)        | C     | Pascal Johansen      |
| 16 | Francia (bandiera)        | P     | Fabien Barthez       |
| 17 | Portogallo (bandiera)     | C     | Delfim               |
| 18 | Francia (bandiera)        | C     | Camel Meriem         |

| N. |                      | Ruolo | Calciatore         |
| -- | -------------------- | ----- | ------------------ |
| 19 | Rep. Ceca (bandiera) | C     | Rudi Skácel        |
| 20 | Francia (bandiera)   | A     | Steve Marlet       |
| 21 | Francia (bandiera)   | D     | Johnny Ecker       |
| 23 | Senegal (bandiera)   | D     | Habib Beye         |
| 24 | Francia (bandiera)   | A     | Karim Dahou        |
| 25 | Brasile (bandiera)   | D     | Demetrius Ferreira |
| 26 | Francia (bandiera)   | C     | Laurent Batlles    |
| 27 | Francia (bandiera)   | D     | Camille Borios     |
| 28 | Francia (bandiera)   | D     | David Sommeil      |
| 29 | Svizzera (bandiera)  | D     | Fabio Celestini    |
| 30 | Francia (bandiera)   | P     | Jérémy Gavanon     |
| 32 | Francia (bandiera)   | C     | Laurent Merlin     |
| 34 | Francia (bandiera)   | P     | Cédric Carrasso    |
| 36 | Senegal (bandiera)   | A     | Rahmane Barry      |
| 38 | Francia (bandiera)   | A     | Nicolas Cicut      |